# Јамајка на Светском првенству у атлетици на отвореном 2011.
Јамајка је учествовала на 13. Светском првенству у атлетици на отвореном 2011. одржаном у Тегу од 27. августа до 4. септембра тринаести пут, односно учествовала је на свим првенствима до данас. Јамајка је пријавила 45 учесника (22 мушкарца и 23 жене) који су се такмичили у 20 дисциплина (10 мушких и 10 женских). ,
На овом првенству Јамајка је по броју освојених медаља заузела 3. место са 9 освојених медаља (4 златне, 4 сребрне и 1 бронзана).
У табели успешности према броју и пласману такмичара који су учествовали у финалним такмичењима (првих 8 такмичара) Јамајка је са 20 учесника у финалу заузела 3. место са 105 бодова.
| Плас. | Земља   | 1. место | 2. место | 3. место | 4. место | 5. место | 6. место | 7. место | 8. место | Бр. финал. | Бод. |
| ----- | ------- | -------- | -------- | -------- | -------- | -------- | -------- | -------- | -------- | ---------- | ---- |
| 3.    | Јамајка | 4        | 4        | 1        | 3        | 4        | 1        | 2        | 1        | 20         | 105  |

## Учесници
| Мушкарци: - Јусејн Болт — 100 м, 200 м, 4х100 м - Јохан Блејк — 100 м, 4х100 м - Неста Картер — 100 м, 4х100 м - Мајкл Фрејтер — 100 м, 4х100 м - Никел Ашмид — 200 м, 4х100 м - Марио Форсајт — 200 м - Марвин Андерсон — 200 м - Џермејн Гонзалес — 400 м, 4х400 м - Рајкер Хилтон — 400 м, 4х400 м - Двајт Томас — 110 м препоне - Ендру Рајли — 110 м препоне - Ричард Филипс — 110 м препоне - Иса Филипс — 400 м препоне - Лефорд Грин — 400 м препоне, 4х400 м - Џозеф Робертсон — 400 м препоне - Декстер Ли — 4х100 м - Алодин Футерџил — 4х400 м - Ленсфорд Спенс — 4х400 м - Дамар Форб — Скок удаљ - Вилберт Вокер — Троскок - Џејсон Морган — Бацање диска - Морис Смит — Десетобој | Жене: - Вероника Кембел-Браун — 100 м, 200 м, 4х100 м - Шели Ен Фрејзер-Прајс — 100 м, 4х100 м - Керон Стјуарт — 100 м, 200 м, 4х100 м - Џура Леви — 100 м, 4х100 м - Шерон Симпсон — 200 м, 4х100 м - Шерика Вилијамс — 400 м, 4х400 м - Новлин Вилијамс-Милс — 400 м, 4х400 м - Роземари Вајт — 400 м, 4х400 м - Кенија Синклер — 800 м - Бригит Фостер Хилтон — 100 м препоне - Индира Спенс — 100 м препоне - Вонет Диксон — 100 м препоне - Мелејн Валкер — 400 м препоне - Калис Спенсер — 400 м препоне - Ристанана Трејси — 400 м препоне - Nickiesha Wilson — 400 м препоне - Корин Хајндс — 3.000 м препреке - Мардреа Хајман — 3.000 м препреке - Давита Прендергаст — 4х400 м - Шерифа Лојд — 4х100 м - Патриша Хол — 4х400 м - Jovanee Jarrett — Скок удаљ - Кимберли Вилијамс — Троскок |  |

## Освајачи медаља (9)

### Злато (4)
- Јохан Блејк — 100 м
- Јусејн Болт — 200 м
- Неста Картер, Мајкл Фрејтер, 
 Јохан Блејк, Јусејн Болт — штафета 4 х 100 м
- Вероника Кембел-Браун — 200 м

### Сребро (4)
- Ворен Вир — 200 м
- Мелејн Вокер — 400 м препоне
- Шели Ен Фрејзер-Прајс, Керон Стјуарт, 
 Шерон Симпсон, Вероника Кембел-Браун — штафета 4 х 100 м
- Рашин Макдоналд, Роузмери Вајт, 
 Новлин Вилијамс-Милс, Шерика Вилијамс - штафета 4 х 400 м

### Бронза (1)
- Алодин Футерџил, Џермејн Гонзалес, 
 Рајкер Хилтон, Лефорд Грин - штафета 4 х 400 м

## Светски прваци (4)
- Првак света у тркама на 200 и 4x100 метара. Јусејн Болт
- Првак света у тркама на 100 и 4x100 метара. Јохан Блејк
- Првак света у штафети 4x100 метара. Неста Картер
- Првак света у штафети 4x100 метара. Мајкл Фрејтер
- Првакиња света у трци на 200 метара. Вероника Кембел-Браун

## Резултати

### Мушкарци
| Атлетичар                                                                 | Дисциплина    | Лични рекорд         | Квалификације   | Квалификације | Полуфинале            | Полуфинале           | Финале                | Финале            | Детаљи |
| Атлетичар                                                                 | Дисциплина    | Лични рекорд         | Резултат        | Место         | Резултат              | Место                | Резултат              | Место             | Детаљи |
| ------------------------------------------------------------------------- | ------------- | -------------------- | --------------- | ------------- | --------------------- | -------------------- | --------------------- | ----------------- | ------ |
| Јусејн Болт                                                               | 100 м         | 9,58 (+0,9 м/с) СР   | 10,10 КВ        | 1. у гр. 6    | 10,05 КВ              | 1. у гр. 2           | Дисквалификован       | Дисквалификован   |        |
| Јохан Блејк                                                               | 100 м         | 9,89                 | 10,12 КВ        | 1. у гр. 2    | 9,95 КВ, ЛРС          | 1. у гр. 1           | 9,92 ЛРС              |                   |        |
| Неста Картер                                                              | 100 м         | 9,78                 | 10,26 КВ        | 1. у гр. 5    | 10,16 КВ              | 2. у гр. 3           | 10,95                 | 7 / 71 (75)       |        |
| Мајкл Фрејтер                                                             | 100 м         | 9,88                 | 10,26 КВ        | 1. у гр. 7    | 10,23                 | 6. у гр. 2           | Није се квалификовао  | 13 / 71 (75)      |        |
| Јусејн Болт                                                               | 200 м         | 19,19 (-0,3 м/с)) СР | 20,30 КВ        | 1. у гр. 2    | 20,31 КВ              | 1. у гр. 2           | 19,40 СРС             |                   |        |
| Никел Ашмид                                                               | 200 м         | 19,95                | 20,47 КВ        | 1. у гр. 5    | 20,00 КВ, ЛРС         | 2. у гр. 3           | 20,05                 | 5 / 53 (54)       |        |
| Марио Форсајт                                                             | 200 м         | 20,29                | 20,68 КВ        | 2. у гр. 7    | 20,63                 | 3. у гр. 3           | Није се квалификовао  | 10 / 53 (54)      |        |
| Марвин Андерсон                                                           | 200 м         | 20,06                | 21,09           | 4. у гр. 4    | Није се квалификовао  | Није се квалификовао | Није се квалификовао  | 39 / 53 (54)      |        |
| Џермејн Гонзалес                                                          | 400 м         | 44,40                | 45,12 КВ        | 1. у гр. 2    | 44,99 КВ              | 1. у гр. 3           | 44,99                 | 4 / 25 (39)       |        |
| Рајкер Хилтон                                                             | 400 м         | 45,30                | 45,54 кв        | 5. у гр. 1    | 46,99                 | 7. у гр. 3           | Није се квалификовао  | 24 / 36 (39)      |        |
| Двајт Томас                                                               | 110 м препоне | 13,15 НР             | 13,31 КВ        | 2. у гр. 2    | 13,56 кв              | 4. у гр. 2           | Није завршио трку     | Није завршио трку |        |
| Ендру Рајли                                                               | 110 м препоне | 13,32                | 13,47 КВ        | 3. у гр. 3    | 13,75                 | 8. у гр. 2           | Нису се квалификовали | 14 / 32           |        |
| Ричард Филипс                                                             | 110 м препоне | 13,39                | 13,53 кв        | 4. у гр. 1    | 13,76                 | 7. у гр. 1           | Нису се квалификовали | 15 / 32           |        |
| Иса Филипс                                                                | 400 м препоне | 48,05                | 48,64 КВ        | 2. у гр. 2    | 49,16                 | 4. у гр. 2           | Нису се квалификовали | 10 / 34           |        |
| Лефорд Грин                                                               | 400 м препоне | 48,47                | 49,45 КВ        | 4. у гр. 5    | 49,29                 | 4. у гр. 3           | Нису се квалификовали | 11 / 34           |        |
| Џозеф Робертсон                                                           | 400 м препоне | 49,22                | 50,29 КВ        | 3. у гр. 4    | 50,39                 | 8. у гр. 1           | Нису се квалификовали | 22 / 34           |        |
| Неста Картер Мајкл Фрејтер Јохан Блејк Јусејн Болт Декстер Ли             | 4 х 100 м     | 37,31 НР             | 38,07 КВ, НРС   | 2. у гр. 2    |                       |                      | 37,04 СР              |                   |        |
| Алодин Футерџил Џермејн Гонзалес Рајкер Хилтон Лефорд Грин Ленсфорд Спенс | 4 х 400 м     | 2:56,75 НР           | 2:59,13 КВ, НРС | 2. у гр. 1    | 3:00,10               |                      |                       |                   |        |
| Дамар Форб                                                                | Скок удаљ     | 8,23                 | 7,91            | 11. у гр. А   | Нису се квалификовали | 20 / 32 (36)         |                       |                   |        |
| Вилберт Вокер                                                             | Троскок       | 16,85                | 15,97           | 12. у гр. А   | Нису се квалификовали | 24 / 26 (31)         |                       |                   |        |
| Џејсон Морган                                                             | Бацање диска  | 64,11 НР             | 61,75           | 10. у гр. А   | Нису се квалификовали | 17 / 30 (33)         |                       |                   |        |

#### Десетобој
| Дисциплина    | Морис Смит | Морис Смит | Морис Смит | Морис Смит | Морис Смит | Морис Смит |
| Дисциплина    | Лич. рек.  | Резултат   | Бод.       | Плас.      | Укупно     | Плас.      |
| ------------- | ---------- | ---------- | ---------- | ---------- | ---------- | ---------- |
| 100 м         | 10,62      | 10,98      | 865        | 15.        | 865        | 15.        |
| Скок удаљ     | 7,51       | 7,06       | 828        | 22.        | 1.693      | 19.        |
| Бацање кугле  | 17,78      | 15,15      | 799        | 8.         | 2.492      | 14.        |
| Скок увис     | 2,03       | 1,93 ЛРС   | 740        | 22.        | 3.232      | 18.        |
| 400 м         | 47,48      | 50,27      | 802        | 19.        | 4.034      | 20.        |
| 110 м препоне | 13,76      | 14,68      | 889        | 15.        | 4.923      | 21.        |
| Бацање диска  | 55,69      | 45,63      | 780        | 13.        | 5.703      | 18.        |
| Скок мотком   | 4,80       | НС         |            |            |            |            |
| Бацање копља  | 62,07      | НС         |            |            |            |            |
| 1500 м        | 3:52,22    |            |            |            |            |            |
| Десетобој     | 8.644 НР   |            |            |            |            | НЗ         |

### Жене
| Атлетичарка                                                                                   | Дисциплина       | Лични рекорд | Квалификације      | Квалификације      | Полуфинале            | Полуфинале            | Финале                | Финале       | Детаљи |
| Атлетичарка                                                                                   | Дисциплина       | Лични рекорд | Резултат           | Место              | Резултат              | Место                 | Резултат              | Место        | Детаљи |
| --------------------------------------------------------------------------------------------- | ---------------- | ------------ | ------------------ | ------------------ | --------------------- | --------------------- | --------------------- | ------------ | ------ |
| Вероника Кембел-Браун                                                                         | 100 м            | 10,76        | 11,19 КВ           | 1. у гр. 7         | 11,06 КВ              | 2. у гр. 2            | 10,97                 |              |        |
| Шели Ен Фрејзер-Прајс                                                                         | 100 м            | 10,73 НР     | 11,13 КВ           | 2. у гр. 5         | 11,03 КВ              | 1. у гр. 2            | 10,99                 | 4 / 71(73)   |        |
| Кирон Стјуарт                                                                                 | 100 м            | 10,75        | 11,13 КВ           | 1. у гр. 2         | 11,26 КВ              | 1. у гр. 1            | 11,15                 | 6 / 71 (73)  |        |
| Џура Леви                                                                                     | 100 м            | 11.10        | 11,34 кв           | 4. у гр. 6         | 11,53                 | 6. у гр. 2            | Није се квалификовала | 17 / 71 (73) |        |
| Вероника Кембел-Браун                                                                         | 200 м            | 21,74        | 22,46 КВ           | 1. у гр. 5         | 22,53 КВ              | 1. у гр. 3            | 22,22 ЛРС             |              |        |
| Керон Стјуарт                                                                                 | 200 м            | 21,99        | 22,83 КВ           | 2. у гр. 1         | 22,77 КВ              | 2. у гр. 2            | 22,70                 | 5 / 37 (40)  |        |
| Шерон Симпсон                                                                                 | 200 м            | 22,00        | 22,94 КВ           | 2. у гр. 2         | 22,88 КВ              | 2. у гр. 1            | 23,17                 | 8 / 37 (40)  |        |
| Шерика Вилијамс                                                                               | 400 м            | 49,32        | 51,66 КВ           | 2. у гр. 5         | 50,46 КВ, ЛРС         | 2. у гр. 2            | 50,79                 | 5 / 33 (37)  |        |
| Новлин Вилијамс-Милс                                                                          | 400 м            | 49,63        | 51,30 КВ           | 1. у гр. 1         | 50,48КВ               | 2. у гр. 1            | 52,89                 | 7 / 33 (37)  |        |
| Роземари Вајт                                                                                 | 400 м            | 49,84        | 51,38 КВ           | 1. у гр. 3         | 50,90                 | 2. у гр. 3            | Није се квалификовала | 8 / 33 (37)  |        |
| Кенија Синклер                                                                                | 800 м            | 1:57,88 НР   | 2:01,66 КВ         | 1. у гр. 2         | 1:58,93 кв            | 3. у гр. 3            | 1:58,66               | 5 / 32 (36)  |        |
| Бригит Фостер Хилтон                                                                          | 100 м препоне    | 12,45 НР     | 12,96 КВ, ЛРС      | 4. у гр. 4         | 12,87 ЛРС             | 4. у гр. 3            | Нису се квалификовале | 10 / 38 (39) |        |
| Индира Спенс                                                                                  | 100 м препоне    | 13,05        | 13,07 КВ, ЛРС      | 4. у гр. 5         | 12,93 ЛР              | 5. у гр. 2            | Нису се квалификовале | 13 / 38 (39) |        |
| Вонет Диксон                                                                                  | 100 м препоне    | 12,64        | 12,82 КВ           | 2. у гр. 1         | 13,00                 | 5. у гр. 1            | Нису се квалификовале | 17 / 38 (39) |        |
| Мелејн Валкер                                                                                 | 400 м препоне    | 52,42 НР     | 54,86 КВ           | 1. у гр. 5         | 54,97 КВ              | 2. у гр. 2            | 52,73 ЛРС             |              |        |
| Калис Спенсер                                                                                 | 400 м препоне    | 52,79        | 54,93 КВ           | 1. у гр. 1         | 55,02 кв              | 3. у гр. 1            | 54,01                 | 4 / 38       |        |
| Ристанана Трејси                                                                              | 400 м препоне    | 54,58        | 55,96 КВ           | 2. у гр. 4         | 55,55                 | 4. у гр. 3            | Нису се квалификовале | 13 / 38      |        |
| Nickiesha Wilson                                                                              | 400 м препоне    | 53,97        | 56,08 КВ           | 4. у гр. 3         | 56,58                 | 6. у гр. 2            | Нису се квалификовале | 19 / 38      |        |
| Корин Хајндс                                                                                  | 3.000 м препреке | 9:28,86      | 9:52,11            | 6. у гр. 1         |                       |                       | Није се квалификовала | 15 / 26 (33) |        |
| Мардреа Хајман                                                                                | 3.000 м препреке | 9:27,21 НР   | Није завршила трку | Није завршила трку | Није се квалификовала | Није се квалификовала |                       |              |        |
| Шели Ен Фрејзер-Прајс Керон Стјуарт Шерон Симпсон Вероника Кембел-Браунс Џура Ливи            | 4 х 100 м        | 41,73 НР     | 42,23 КВ НРС       | 1. у гр. 1         | 41,70 НР              |                       |                       |              |        |
| Роузмари Вајт Давита Прендергаст Новлин Вилијамс-Милс Шерика Вилијамс Шерифа Лојд Патриша Хол | 4 х 400 м        | 3:19,73 НР   | 3:22,01 КВ НРС     | 1. у гр. 3         | 3:18,71 НР            |                       |                       |              |        |
| Jovanee Jarrett                                                                               | Скок удаљ        | 6,75         | 6,19               | 14. у гр. А        | Нису се квалификовале | 27 / 33 (36)          |                       |              |        |
| Кимберли Вилијамс                                                                             | Троскок          | 14,25        | 14,06              | 7. у гр. Б         | Нису се квалификовале | 14 / 34               |                       |              |        |